# Ladislav Boháč
Ladislav Boháč (ur. 14 kwietnia 1907 w Uherský Brod, zm. 4 lipca 1978 w Pradze) –  czechosłowacki aktor filmowy. W latach 1933–1977  wystąpił w ponad  45 filmach.

## Wybrane role filmowe
- Jana (1935) – Michael, brat Petra
- Lidé na kře (1937) – inż. Zdeněk Junek
- Moralność ponad wszystko (1937) – dr Jílovský, lekarz
- Karel Hynek Mácha (1937) – Karel Hynek Mácha
- Panenství (1937) – kompozytor Pavel Jimeš
- Filozoficzna opowieść (1937) – filozof Vavřena
- Biała zaraza (1937) – Pavel, syn barona
- Cech panien kutnohorskich (1938) – giermek Zdeněk
- Jiný vzduch (1939) – inż. Prokop
- Druhá směna (1940) – inż. Petr Lukáš
- Miasteczko na dłoni (1942) – Václav Trantinec
- Rozina sebranec (1945) – Nikolo
- Sobota (1945) – Jiří Valeš, brat Heleny
- Syrena (1947) – Hudec
- Kariéra (1948) – Karel Kubát, dyrektor firmy Globus
- Temno (1950) – myśliwy Václav Machovec
- Ekspres z Norymbergi (1954) – taksówkarz Dvořák
- Psiogłowcy (1955) – dr Strauss, prawnik
- Sobór w Konstancji (1955) – Mistrz Jakoubek ze Stríbra
- Jan Žižka (1956) – Mistrz Jakoubek ze Stríbra
- Proszę ostrzej! (1956) – reżyser
- Dom w dzielnicy willowej (1959) – profesor